# Fântâna-Zânelor, Ismail
Fântâna-Zânelor (în bulgară Фънтъна-Дзинилор, în ucraineană Кирнички, transliterat: Kîrnîcikî) este un sat în comuna Șichirlichitai din raionul Ismail, regiunea Odesa, Ucraina. Are 2,241 locuitori, preponderent bulgari.
Satul este situat la o altitudine de 48 metri, în partea nord-estică a raionului Ismail. El se află la o distanță de 48 km nord-est de centrul raional Ismail. Prin această localitate trece drumul național Ismail-Odesa. Din apropierea acestei localități izvorăște râul Enica, care se varsă în Lacul Catalpug, în dreptul localității Hasan-Aspaga.
Până în anul 1947 satul a purtat denumirea oficială de Fântâna-Zânelor (în ucraineană Фынтына-Дзинилор), în acel an el fiind redenumit Kirniciki.

## Istoric
Prin Tratatul de pace de la București, semnat pe 16/28 mai 1812, între Imperiul Rus și Imperiul Otoman, la încheierea războiului ruso-turc din 1806 – 1812, Rusia a ocupat teritoriul de est al Moldovei dintre Prut și Nistru, pe care l-a alăturat Ținutului Hotin și Basarabiei/Bugeacului luate de la turci, denumind ansamblul Basarabia (în 1813) și transformându-l într-o gubernie împărțită în zece ținuturi (Hotin, Soroca, Bălți, Orhei, Lăpușna, Tighina, Cahul, Bolgrad, Chilia și Cetatea Albă, capitala guberniei fiind stabilită la Chișinău). 
Pentru a-și consolida stăpânirea asupra Basarabiei după ce populația musulmană a părăsit Bugeacul, autoritățile țariste au sprijinit începând din anul 1812 stabilirea în sudul Basarabiei a familiilor de imigranți bulgari și găgăuzi din sudul Dunării, aceștia primind terenuri de la Imperiul Rus. Satul Fântâna-Zânelor a fost fondat în anul 1814 de către țărani moldoveni și ucraineni. În 1830 au început să sosească aici coloniști bulgari de la sud de Dunăre. În 1841 a fost construită Biserica "Adormirea Maicii Domnului", considerată astăzi ca monument de arhitectură.
În urma Tratatului de la Paris din 1856, care încheia Războiul Crimeii (1853-1856), Rusia a retrocedat Moldovei o fâșie de pământ din sud-vestul Basarabiei (cunoscută sub denumirea de Cahul, Bolgrad și Ismail). În urma acestei pierderi teritoriale, Rusia nu a mai avut acces la gurile Dunării. În urma Unirii Moldovei cu Țara Românească din 1859, acest teritoriu a intrat în componența noului stat România (numit până în 1866 "Principatele Unite ale Valahiei și Moldovei").
În urma Tratatului de pace de la Berlin din 1878, România a fost constrânsă să cedeze Rusiei sudul Basarabiei. În ianuarie 1918, activiștii bolșevici au preluat conducerea în sat. Intervenția armatei române a dus la înăbușirea rebeliunii bolșevice.
După Unirea Basarabiei cu România la 27 martie 1918, satul Fântâna-Zânelor a făcut parte din componența României, în Plasa Fântâna Zânelor a județului Ismail. Pe atunci, majoritatea populației era formată din bulgari, existând și comunități mici de ruși și români. La recensământul din 1930, s-a constatat că din cei 2.564 locuitori din sat, 2.122 erau bulgari (82.76%), 386 ruși (15.05%), 48 români (1.87%), 4 țigani, 3 găgăuzi și 1 ungur. La 1 ianuarie 1940, din cei 2.771 locuitori ai satului, 2.381 erau bulgari (85.93%), 383 ruși (13.82%) și 7 români (0.25%).
În perioada interbelică, satul s-a aflat în aria de interes a activiștilor bolșevici din URSS, aici existând un comitet revoluționar clandestin. În august 1923, câțiva țărani săraci au confiscat o parte din terenurile proprietarilor locali și au început chiar să-și construiască case. Mai mulți săteni au participat la Răscoala de la Tatarbunar din 1924, organizată de bolșevicii din URSS. După înăbușirea răscoalei au fost arestați patru localnici. În 1925, poliția a descoperit o organizație clandestină. Țăranii din localitate au participat la demonstrația politică de la Ismail din 2 februarie 1930 în care s-a cerut împroprietărirea țăranilor cu pământ.
Ca urmare a Pactului Ribbentrop-Molotov (1939), Basarabia, Bucovina de Nord și Ținutul Herța au fost anexate de către URSS la 28 iunie 1940. După ce Basarabia a fost ocupată de sovietici, Stalin a dezmembrat-o în trei părți. Astfel, la 2 august 1940, a fost înființată RSS Moldovenească, iar părțile de sud (județele românești Cetatea Albă și Ismail) și de nord (județul Hotin) ale Basarabiei, precum și nordul Bucovinei și Ținutul Herța au fost alipite RSS Ucrainene. La 7 august 1940, a fost creată regiunea Ismail, formată din teritoriile aflate în sudul Basarabiei și care au fost alipite RSS Ucrainene .
În perioada 1941-1944, toate teritoriile anexate anterior de URSS au reintrat în componența României. Apoi, cele trei teritorii au fost reocupate de către URSS în anul 1944 și integrate în componența RSS Ucrainene, conform organizării teritoriale făcute de Stalin după anexarea din 1940, când Basarabia a fost ruptă în trei părți. În război au luptat 36 săteni, 17 dintre ei murind pe front.
În anul 1947, autoritățile sovietice au schimbat denumirea oficială a satului din cea de Fântâna-Zânelor în cea de Kirniciki. În anul 1954, Regiunea Ismail a fost desființată, iar localitățile componente au fost incluse în Regiunea Odesa.
Începând din anul 1991, satul Fântâna-Zânelor face parte din raionul Ismail al regiunii Odesa din cadrul Ucrainei independente. În prezent, satul are 2.241 locuitori, preponderent bulgari.

## Economie
Locuitorii satului Fântâna-Zânelor se ocupă în principal cu agricultura. Se cultivă cereale, pomi fructiferi și viță de vie. De asemenea, funcționează în sat o fermă zootehnică de creștere a ovinelor (producându-se carne de miel și lână), o moară, o cramă, un punct de desfacere a vinului, un atelier de tâmplărie și o sucursală a Stației de mașini și tractoare din Ismail.

## Demografie
Componența lingvistică a comunei Fântâna-Zânelor
     Bulgară (88,53%)
     Rusă (4,46%)
     Ucraineană (4,33%)
     Română (2,23%)
     Alte limbi (0,04%)
Conform recensământului din 2001, majoritatea populației comunei Fântâna-Zânelor era vorbitoare de bulgară (88,53%), existând în minoritate și vorbitori de rusă (4,46%), ucraineană (4,33%) și română (2,23%).
1930: 2.564 (recensământ)
1940: 2.771 (estimare)
2001: 2.241 (recensământ)

## Obiective turistice
- Biserica "Adormirea Maicii Domnului" (1841) - monument de arhitectură
- Monumentul lui V.I. Lenin